# Sabina Olmos
Sabina Olmos (Buenos Aires, 3 de febrero de 1913-ib, 14 de enero de 1999) fue el seudónimo de Rosa Herminia Gómez, actriz y cantante de tango argentina, ícono de la Época de Oro del cine argentino. 
Inició su carrera en la radio como cancionista de folclore y tango. Poco después, desarrolló una larga carrera cinematográfica con los estudios Lumiton, donde realizó una serie de películas dirigidas por Manuel Romero y Francisco Mugica como La rubia del camino, Mujeres que trabajan y La vida es un tango. Su rol de Felicia en Así es la vida (1939) la hizo conocida en América Latina. Se le atribuyó el apelativo de «la sufrida del cine argentino» ya que todos sus personajes tenían en común el hecho de que sufrían en forma superlativa y lloraban en igual proporción. En la década de 1940, a través de directores que explotaron aún más su temperamento, compuso papeles dramáticos más comprometidos y se destacó particularmente en Historia de una noche, La gata, Albéniz y Tierra del Fuego, por algunas de las cuales fue premiada en el rubro de mejor actriz de reparto por parte de la Academia de Artes y Ciencias Cinematográficas de la Argentina. Además, fue coprotagonista habitual en varias películas encabezadas por Niní Marshall.
Ejerció como secretaria técnica del Ateneo Cultural Eva Perón, pero luego de ser censurada tras la Revolución Libertadora, Olmos y su esposo, el cantante Charlo, realizaron giras por América y España ante la imposibilidad de actuar en su país. A su regreso en la década de 1960, y producida por su marido, protagonizó Pesadilla, que fue un fracaso rotundo de taquilla. A partir de entonces, debió secundar a figuras de menor trayectoria en cine y televisión. Afectada por el derrumbe económico que significó su frustrado retorno al cine y su separación con Charlo en 1969, ejerció como asesora artística de Canal 11 durante más de 15 años. En 1983, fue convocada por Rodolfo Graziano para actuar en el Teatro de la Ribera junto a otras figuras de su época y obtuvo el reconocimiento que se le había negado durante años. Su última intervención en cine ocurrió en 1992 en Siempre es difícil volver a casa, donde interpretó a la madre de Soledad Silveyra. Sus permanentes cuadros depresivos la llevaron al suicidio en 1999, unas semanas antes de su 86.º cumpleaños.

## Biografía

### Primeros años y comienzos profesionales (1913-1935)
Sabina Olmos nació como Rosa Herminia Gómez —tal su verdadero nombre— el 3 de febrero de 1913 producto de la unión de Rafael Gómez Canillo —un conductor de coches a caballo— y de Rafaela Ramos —una ama de casa— en una casa ubicada sobre la calle Cangallo 2983 en el barrio porteño de Balvanera, cerca de la estación ferroviaria Once de Septiembre. Sus padres eran de origen español y tuvieron, al menos, otras dos hijas y un hijo; una de ellas murió con alrededor de 15 años. Desde pequeña, se sintió atraída por el canto, y participó de diversos actos y festivales escolares, como así también se dedicó a la danza clásica y
más tarde al estudio de vocalización con el profesor Rossi. Dada la proximidad de su hogar con el centro de la ciudad, Olmos vivió de cerca las protestas laborales que se daban con ocasión del Día del Trabajador y que tenían lugar durante el primer gobierno de Hipólito Yrigoyen; esos sucesos marcaron fuertemente su pensamiento político posterior.
A los 21 años, consiguió su primer trabajo como empleada en el comercio de moda Tienda San Juan en la intersección de las calles Piedras y San Juan de la ciudad de Buenos Aires. Por esos años, su padre quedó desocupado luego de que se fundiera la empresa de carruajes en la que trabajaba, porque
la presencia del automóvil iba en ascenso. En una entrevista a Jorge Abel Martín para el libro Una cierta mirada, Olmos comentó: «¡Yo era una chiquilina y le llevaba los sombreros a Gloria Guzmán, que para mí era una estrella intocable! Mi carrera fue un gran esfuerzo pero también tuve mucha suerte».
Posteriormente, su amiga, la actriz Amanda Ledesma, le consiguió una oportunidad para trabajar en Radio Buenos Aires, donde debió interpretar un tema folclórico acompañada por el dúo calchaquí Acosta Villafañe debido a que había una gran cantidad de cantantes de tango. Si bien su intención era cantar tangos como las demás cancionistas de su época, el director que tomaba las pruebas dijo que si alguien cantaba tangos no lo escuchaba. En 1934, fue contratada como intérprete folclórica para LR4 Radio Splendid, donde interpretó la vidalita «Sol y lluvia» de Adolfo Avilés, la única canción que sabía por entonces. Ahí, le sugirieron que adoptara un seudónimo que emulara al mundo rural —Sabina Olmos— e incorporó nuevos temas musicales a su repertorio. Se destacó por su particular estilo de canto en Radio El Mundo, una de las emisoras más importantes de la época, además de realizar presentaciones en Radio Argentina, Radio Municipal y Radio Carve. En su libro Las cantantes, la historiadora Estela Dos Santos comentó que «se la recuerda más como actriz que como cancionista. Aunque cuando se habla de la historia de la mujer en el tango, Sabina ocupa un lugar destacado». Olmos tuvo como representante artístico en sus comienzos a Héctor Quesada, el mismo que patrocinó a Hugo del Carril en Radio La Nación, donde la joven cancionista también cantaba.

### Entrada al cine (1936-1938)

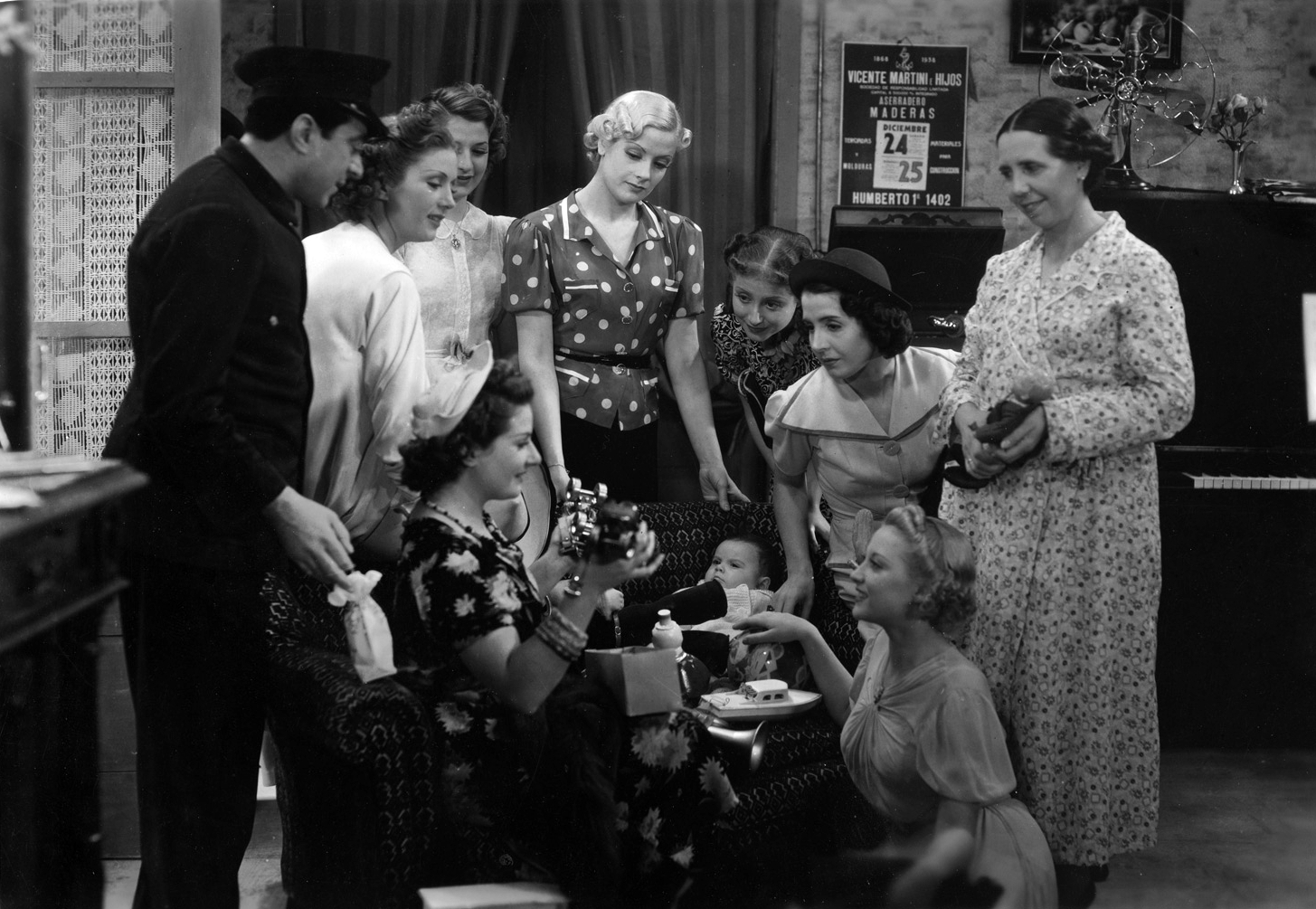
Parte del elenco de Mujeres que trabajan (1938) de Manuel Romero: Mecha Ortiz, Tito Lusiardo, Niní Marshall, Sabina Olmos y Pepita Serrador.

A pesar de que su primera incursión en la cinematografía en Canillita (1936) fue intrascendente, dos años después formó parte del elenco de El casamiento de Chichilo dirigida por Isidoro Navarro, donde cantó una milonga junto a Héctor Palacios. Ese mismo año, participó en otras tres películas. En La rubia del camino, una comedia protagonizada por Paulina Singerman, Olmos no sólo actuó, sino que interpretó el tema «Muchachita del campo». Si bien no contaba con estudios escénicos que sostuviesen su vocación, logró imponerse en el mundo del cine por su carácter «caprichoso y enérgico», sus condiciones vocales y su atractivo sencillo. En una entrevista brindada en su vejez, Olmos dijo que su «única escuela» fue «la vida» en alusión a sus orígenes pobres.
El director Manuel Romero, a quien siempre consideró determinante en su trayectoria, fue primordial durante los inicios de su carrera y la incorporó al elenco de Mujeres que trabajan, con Niní Marshall, y Los apuros de Claudina —ambas de 1938—, donde entonó una canción. Fernando Borel, con quien Olmos inició un noviazgo, participó del primer filme. Una reseña de El Mundo señaló que Los apuros de Claudina «descarrila hacia el dramón, tipo folletín radiotelefónico. Finalmente se transforma en una comedia musical... Un poco de todo y nada de importancia. Débilmente expuesto, tomando vacilante forma cinematográfica... Trivial, ingenua y excesivamente dialogada».

### Época de oro del cine argentino (1939-1949)

#### Consagración
La década de 1930 significó la llegada de muchas aspirantes jóvenes a actrices en la industria cinematográfica. Su consagración se produjo en 1939 cuando fue incluida en el nuevo proyecto de Romero para los estudios Lumiton, La vida es un tango, donde protagonizó junto a Hugo del Carril y Florencio Parravicini. Durante la película, interpretó «Mi noche triste», «Milonguita», «La morocha», «Pero hay una melena», y a dúo, «La payanca», «No me vengas con paradas», «Aquel tapado de armiño» y el sainete «Gabino, el mayoral». La producción tuvo críticas positivas y significó el primer éxito de Olmos, que le agradó su trabajo y la experiencia de trabajar con del Carril. De acuerdo a Domingo Di Núbila, «tuvo tanto éxito o más que Tres anclados en París por la superación de las actuaciones de los tres protagonistas». Rodrigo Tarruella lo definió como un «excelente meló con tangos» en el que «del Carril y Olmos sufren y cantan sus amores interrumpidos».

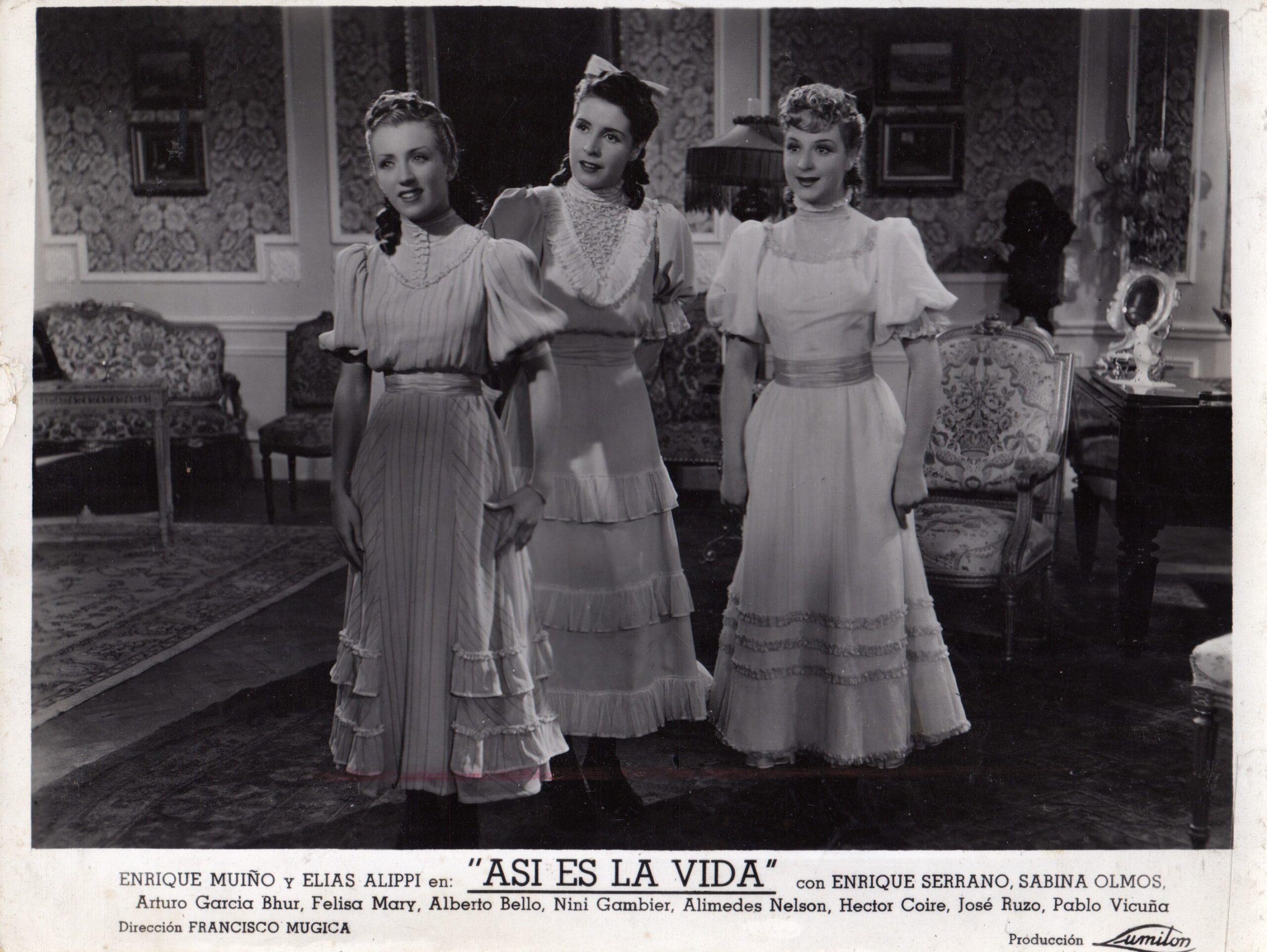
Niní Gambier, Olmos y Alímedes Nelson en Así es la vida (1939), la película que la consagró.

Su rol de Felicia Salazar en Así es la vida (1939), dirigida por Francisco Mugica, le otorgó popularidad en toda América Latina. El papel de Olmos era el de una joven cuyo novio —recreado por Arturo García Buhr— no era aceptado por su familia burguesa a causa de sus ideas socialistas y quedaba, en consecuencia, soltera de por vida. Su labor ahí le valió el premio a la mejor actriz dramática de reparto otorgado por la Municipalidad de Buenos Aires.
En Carnaval de antaño (1940), la actriz interpretó «Zorro gris» y conoció al cantante Charlo —seudónimo de Carlos José Pérez de la Riestra—, con quien inició un largo romance. El desenlace del filme, uno de los más recordados de la historia del cine argentino, concluyó con las estrofas del tango «Margot» entonadas por Olmos: «Ya no soy tu Margarita, ahora me llaman Margot», mientras caía en los brazos de Charlo. La Nación definió a la película como una «superficial y amable evocación musical y popular, de fuertes esencias sentimentales sobre el ánimo del espectador en gravitación sobre sus recuerdos».

#### Discografía

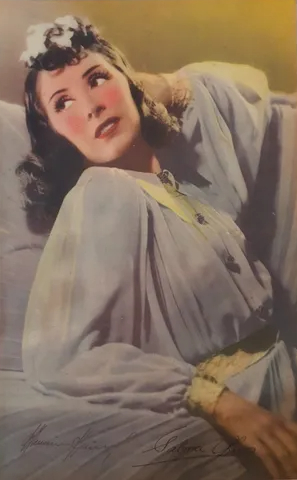
Sabina Olmos a comienzos de los años de 1940, retratada por Annemarie Heinrich.

Como cancionista, Olmos realizó unas pocas grabaciones, escasas presentaciones radiales y algunas teatrales. A principios de la década de 1940, realizó sus primeras grabaciones en disco, entre las cuales destacan «Dime mi amor» y el vals «Tres recuerdos» —temas principales de Yo quiero ser bataclana—. El investigador Néstor Pinsón redactó que «fue una cantante interesante, pero que no llegó a la altura de las grandes voces femeninas de su época. Sólo despierta curiosidad entre los coleccionistas».
En Argentina, grabó doce títulos acompañada por una orquesta dirigida por Charlo, que también ejecutaba el acordeón. Ambos grabaron cinco dúos vocales y también realizaron presentaciones radiales y giras con temas musicales que no figuraban en su discografía: «Amor de mis amores», «Cuando cuentes la historia de tu vida», «Lluvia sobre el mar», «Pobre negra», «Patio mío», «La barranca», «Sin ella» y «Poema de la despedida».
El investigador Tuqui Rodríguez se refirió a su faceta como cantante: «Dueña de una voz agradable, suave, pero firme y potente, estuvo a la altura de las grandes intérpretes de su tiempo como Libertad Lamarque y Amanda Ledesma, siendo muy aceptada por el público por su personalidad y su particular estilo... Es necesario destacar que Sabina fue una mujer apasionada por el tango, por la actuación y por el amor. Tres recuerdos que viven en la memoria de la gente. Pasión que se refleja y perdura en la cálida armonía de su voz».

#### Partenairede Niní Marshall

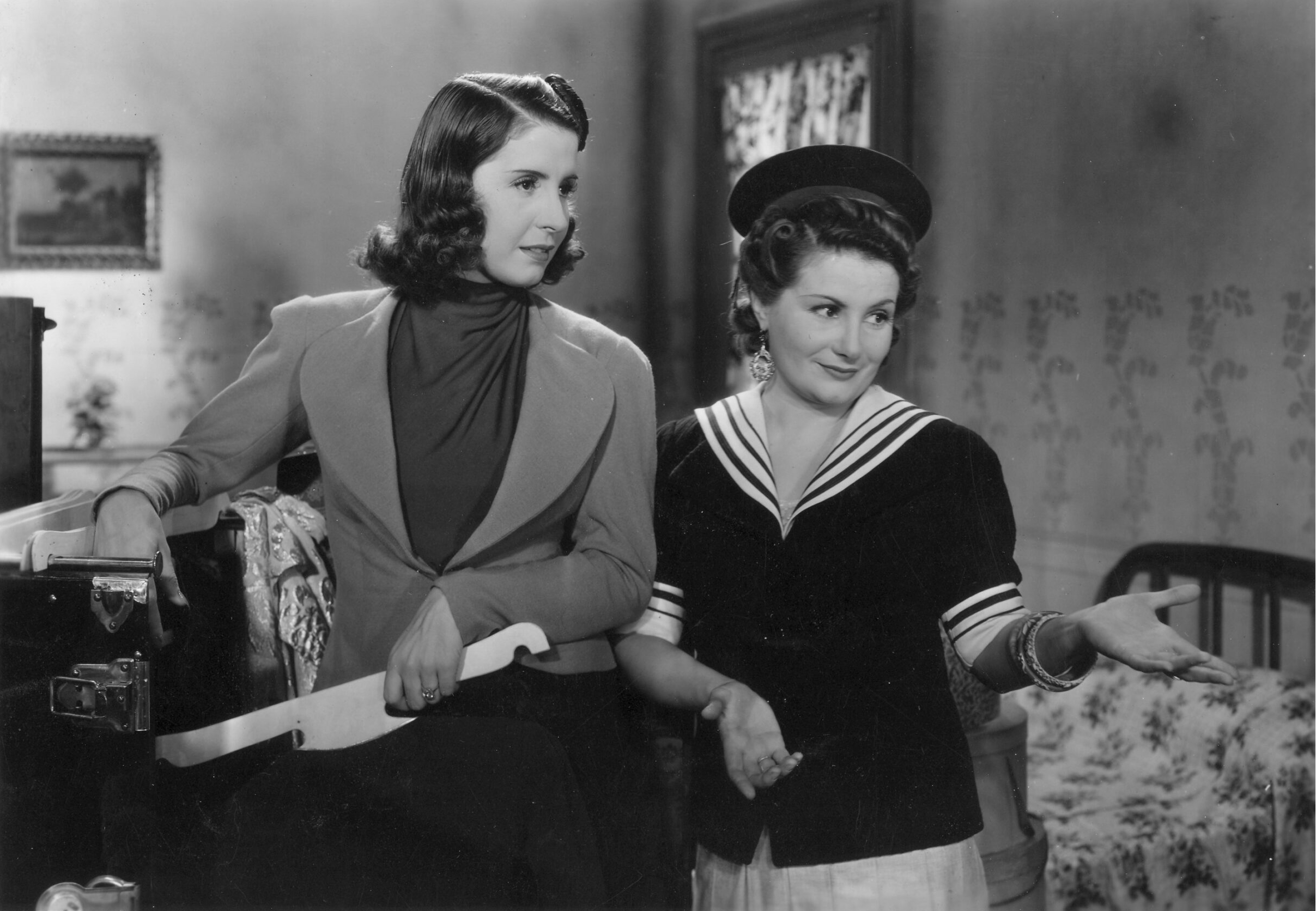
Sabina Olmos y Niní Marshall en Mujeres que trabajan (1938).

En 1939, el cine argentino había experimentado un crecimiento notable gracias a un plan de inversiones de 20 millones de pesos. Durante el año anterior, se habían producido 51 filmes y se habían lanzado muchas figuras jóvenes a la fama, lo que sustentaba gran parte de las publicaciones en las revistas de espectáculos.
Divorcio en Montevideo fue la segunda de las cuatro películas que Olmos realizó junto a Niní Marshall. Sintonía presentó al filme como un «impacto demasiado fácil», mientras que La Nación comentó que tenía «episodios y tipos convencionales [que] se arman con medios directos y fáciles». La proyección, dirigida por Romero, fue un éxito y al año siguiente dio lugar a una secuela, Casamiento en Buenos Aires, que fue filmada rápidamente en los estudios de Munro entre septiembre y octubre de 1939. De acuerdo con Sintonía, «figuras consagradas, como Sabina Olmos, han tenido que hacer coro al desopilante monólogo de Catita —personaje de Marshall—».
En 1941, intervino en la comedia musical Yo quiero ser bataclana, nuevamente dirigida por Romero y protagonizada por Marshall. Olmos cantó ahí a dúo con Juan Carlos Thorry los tangos «Dime mi amor» y el vals «Tres recuerdos», los cuales grabó luego en formato de long-play —sus primeras grabaciones—. Se estrenó en el cine Broadway y Antena la calificó como el «primer ensayo serio de lo que puede hacerse dentro del género comprendido por la comedia musical». Chas de Cruz elogió su acierto comercial y su extensa permanencia con sostenido público en los cines barriales y del Gran Buenos Aires, mientras que el biógrafo Raúl Etchelet señaló que Olmos formó parte en esa película de «un elenco de figuras muy populares y eficaces».

#### Roles dramáticos

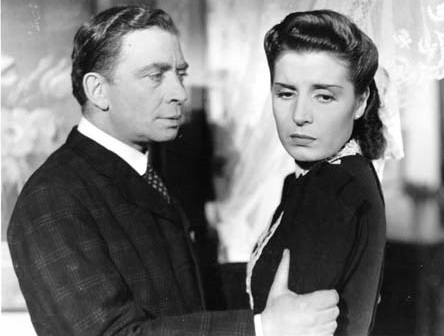
Nicolás Fregues y Sabina Olmos en El canto del cisne (1945).

Su primer papel importante en un drama ocurrió con Historia de una noche (1941), de Luis Saslavsky, sobre la base de la obra teatral Mañana es feriado. La trama indicaba que un hombre regresaba a su pueblo después de un largo tiempo y se encontraba con su expareja, ahora casada y en una situación económica desesperada. El elenco fue completado por Pedro López Lagar, María Esther Buschiazzo, Sebastián Chiola, Santiago Arrieta y Felisa Mary. El filme tuvo un rotundo éxito y el historiador Domingo Di Núbila destacó la actuación de Olmos, aunque particularmente la de López Lagar. Durante el rodaje, la actriz debía llevar adelante una escena donde debía besar a López Lagar, pero, como acababa de casarse, tenía órdenes de Charlo de no hacerlo. A pesar de que Olmos le comentó al director Luis Saslavsky sobre el percance, este le ordenó a López Lagar que siguiera adelante con la escena. El mismo año se estrenó Boina blanca, basada en los acontecimientos de la Revolución del Parque que llevaron a la renuncia del presidente Miguel Juárez Celman. A su estreno, asistieron personalidades políticas como el presidente Marcelo T. de Alvear y Honorio Pueyrredón.
Albéniz (1947) recreó la vida del célebre compositor Isaac Albéniz y su labor ahí fue galardonada con una mención especial de la Academia de Artes y Ciencias Cinematográficas por haber intervenido en la mejor película del año. Olmos fue paralelamente galardonada por la AACCA como mejor actriz de reparto por su participación en La gata, donde actuó con Zully Moreno y Alberto Closas. El director, Mario Soffici, decía que Olmos debía lucir un vestido «despampanante» en el filme y, siguiendo con sus instrucciones, el diseñador de moda Paco Jamandreu —que tenía rispideces con Moreno— se esmeró en hacer un vestido que destacara a la primera por sobre la segunda. Olmos recordó posteriormente que Soffici estaba empecinado en filmar unas escenas donde hubiera nieve y todo el elenco debía acudir por las mañanas al cerro Otto de Bariloche a esperar que nevara para comenzar a grabar.
Olmos encaró luego el papel protagónico femenino de Tierra del Fuego en 1948, donde nuevamente volvió a actuar con Pedro López Lagar. La crónica de Noticias Gráficas manifestó que es un «drama de pasiones desatadas... sorprende por un derroche de elementos técnicos». Tierra del Fuego significó una de sus últimas labores importantes en cine y, de hecho, le valió un premio a la mejor actriz de reparto de la Academia de Artes y Ciencias Cinematográficas.

### Desaceleración profesional y exilio (1950-1962)
En 1949, intervino en la primera película dirigida por Hugo del Carril, Historia del 900, donde interpretó el vals «Rosa de abril» y encaró el papel de María Cristina, una joven de buen pasar que mantiene un romance con Julián Acosta, el personaje interpretado por del Carril. Su actuación costumbrista recibió buenas críticas, a pesar de que no volvió a generar un éxito similar al de sus películas anteriores. Los vestidos de raso, encaje y seda que la actriz utilizó durante la película fueron traídos de Italia dado que en Argentina había escasez de telas. Durante el rodaje, Charlo tuvo un encontronazo con del Carril, y a menudo experimentaba celos por él, lo que hizo dificultosa la filmación. Le prohibió a del Carril que besara a la actriz durante el rodaje de las escenas —decisión que no fue respetada por el director— y luego de esa experiencia, prácticamente le impidió a su esposa que continuara trabajando en cine. La persuadió de que retomara su viejo oficio de cantante y lo acompañara en las giras, lo que hizo que Olmos perdiera alrededor de esa época grandes oportunidades laborales como la de protagonizar La guerra gaucha, Los ojos más lindos del mundo y Nunca te diré adiós por acompañar a su marido. Esos papeles habían sido pensados para ella y fueron suplidos finalmente por Amelia Bence y Zully Moreno.

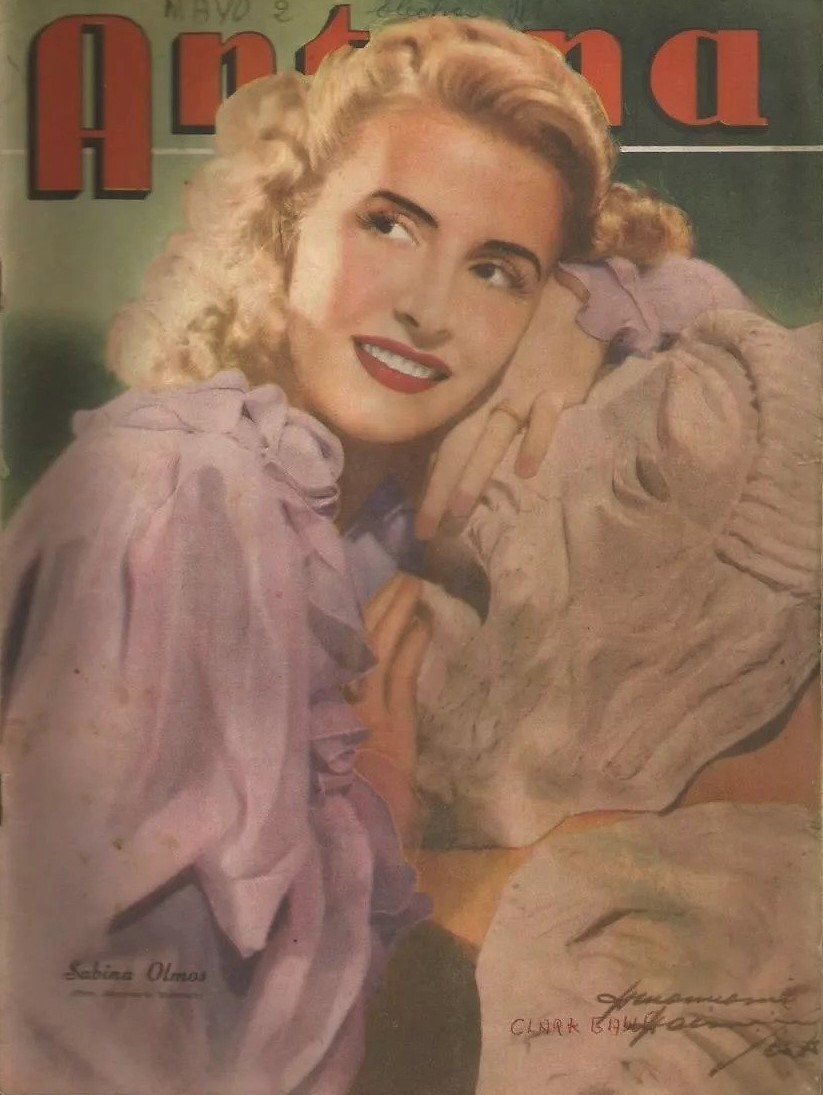
Sabina Olmos en la portada de la revista Antena (1949).

La última película de Olmos antes de su exilio fue La barca sin pescador (1950), basada en la obra homónima de Alejandro Casona. La actriz era íntima amiga de Eva Perón y estaba afiliada al Partido Justicialista desde los años de 1940, al igual que su esposo Charlo. De hecho, ejerció como secretaria técnica del Ateneo Cultural Eva Perón, desde donde promovió actividades artísticas y la difusión de la doctrina peronista, y en junio de 1950, participó de una maratónica audición especial en festejo del cuarto aniversario de gobierno, bajo la protección de la Secretaría de Informaciones de la Presidencia de la Nación. Durante el gobierno de Juan Domingo Perón, la actividad cinematográfica había sido intensa, pero la suma de favoritismo y censura para lo que escapara de la visión oficialista terminó por afectar la calidad de las producciones. Los problemas políticos con actores y la falta de celuloide comenzaron durante su mandato y se acentuaron luego de su derrocamiento en 1955 cuando asumió el militar Pedro Eugenio Aramburu. Los artistas vinculados con el peronismo fueron incluidos en listas negras, mientras que antiguos proscriptos del peronismo, como Niní Marshall, Libertad Lamarque o Arturo García Buhr, regresaron al país. Se generó una grave crisis en el ambiente del cine y las comisiones investigadoras se dedicaron a detectar abusos en la concesión de créditos. Como las producciones resultaban demasiado costosas para desarrollarse sin algún tipo de ayuda oficial, muchos estudios de cine cerraron y una gran cantidad de actores quedaron sin empleo y debieron exiliarse.
Olmos y su esposo fueron prohibidos de trabajar en la Argentina luego del derrocamiento del presidente Perón, por lo que se vieron obligados a emprender una gira por América Latina, particularmente por Brasil, Colombia —donde grabaron algunos discos— y Cuba, donde increpó al Che Guevara luego de que le extraviaran una de sus valijas con sombreros en medio de la Revolución cubana. Durante su permanencia en Europa, residió en España y Portugal, y su espectáculo Estampas de Hispanoamérica, presentado en el Casino de Estoril, tuvo un gran suceso en la televisión local. Además, encabezó algunas presentaciones en Radio Carve de Montevideo y en 1961, grabó en España un disco con los temas «Morocha», «Azabache», «Rondando tu esquina» y «La abajeñita» bajo el sello Carillón.

### Regreso del exilio y decadencia (1963-1992)
A principios de los años 1960, el matrimonio regresó a Buenos Aires convocado por Luis César Amadori para actuar en el Teatro Maipo. Olmos y Charlo invirtieron una gran suma de dinero para la producción de Pesadilla, que fue un rotundo fracaso de taquilla. La actriz relató que «a pesar de mi resistencia, porque siempre pensé que para ser productor de cine hay que conocer mucho del ambiente cinematográfico y mucho de distribución, acepté, aportando mi trabajo, sin saber que esa película, me iba a costar la ruina afectiva y económica». La actriz perdió toda su fortuna y desde ese entonces, debió secundar a figuras del espectáculo de menor trayectoria en los siguientes proyectos en los que intervino. La relación con Charlo comenzó a declinar al igual que su estado anímico y en 1969, la abandonó, llevándose consigo los ahorros de la artista.
Sus siguientes participaciones en cine en Bettina (1964), Los muchachos de antes no usaban gomina (1969), Hipólito y Evita (1973) e Intimidades de una cualquiera (1974) fueron absolutamente intrascendentes. Incluso, intervino en una película filmada en Brasil, Un sueño y nada más, que nunca llegó a estrenarse comercialmente. Hacia el final de su carrera, Olmos frecuentó el medio televisivo en varias oportunidades, aunque sin roles protagónicos. De ese modo, brindó soporte en telenovelas como Lucía Sombra (1970), Estación Retiro (1971) y Aquellos que fueron (1973), que no lograron resurgir su carrera, sino que fueron colaboraciones de personas allegadas que la querían y admiraban.
A partir de 1973, los problemas económicos la obligaron a realizar actuaciones en locales nocturnos y a ocupar un puesto en la oficina de Relaciones Públicas de Canal 11, tras lo cual fue designada asesora artística de la galería de arte de la emisora, en la que permaneció durante 15 años. El autor Pablo De Vita señaló que llegó al canal por intermedio de María Estela Martínez de Perón, a quien había conocido en Venezuela en la casa de Roberto Galán antes del retorno de Perón a la Argentina; con ambos cultivaba una amistad. Sin embargo, quedó cesante en febrero de 1990 tras la privatización del canal y el político Francisco Manrique la ayudó a adquirir un pequeño departamento en las torres 1 y 2 de Villa Lugano luego de que le remataran el que tenía sobre la avenida Corrientes. Sus últimos trabajos para televisión los cumplió en 1978 cuando compuso a Rossina en la serie televisiva Renato con Antonio Grimau y, tras un largo período de inactividad, en 1985, cuando fue convocada para interpretar a Rita en Rossé, un drama dirigido por Mario Bellocchio.
Durante la temporada de 1983, Rodolfo Graziano la llamó para actuar en la obra teatral Hoy ensayo hoy, que reunió a grandes figuras de la escena nacional en la sala Quinquela Martín del Teatro de la Ribera. Obtuvo el reconocimiento que se le había negado durante años y la obra alcanzó más de 100 representaciones. El elenco se completó con otras figuras de antaño como Irma Córdoba, Margarita Padín, Tania, Lydia Lamaison, Iris Marga, Elena Lucena, Osvaldo Miranda y Juan Carlos Thorry. 
Interpretó a la gran duquesa María Nikolaevna de Rusia en la comedia musical La inhundible Molly Brown (1991) en el Teatro Lola Membrives junto a Susana Giménez y Juan Darthés. Su última intervención cinematográfica ocurrió en Siempre es difícil volver a casa (1992), donde compuso el rol de la madre ciega de Soledad Silveyra bajo la dirección de Jorge Polaco, quien había proyectado darle un protagónico en Carrousel —que nunca se concretó—. A pesar del entusiasmo que la envolvió ser convocada de nuevo en cine, la película fue un rotundo fracaso. También significó la última película del comediante Rafael Carret.

### Últimos años y suicidio (1993-1999)

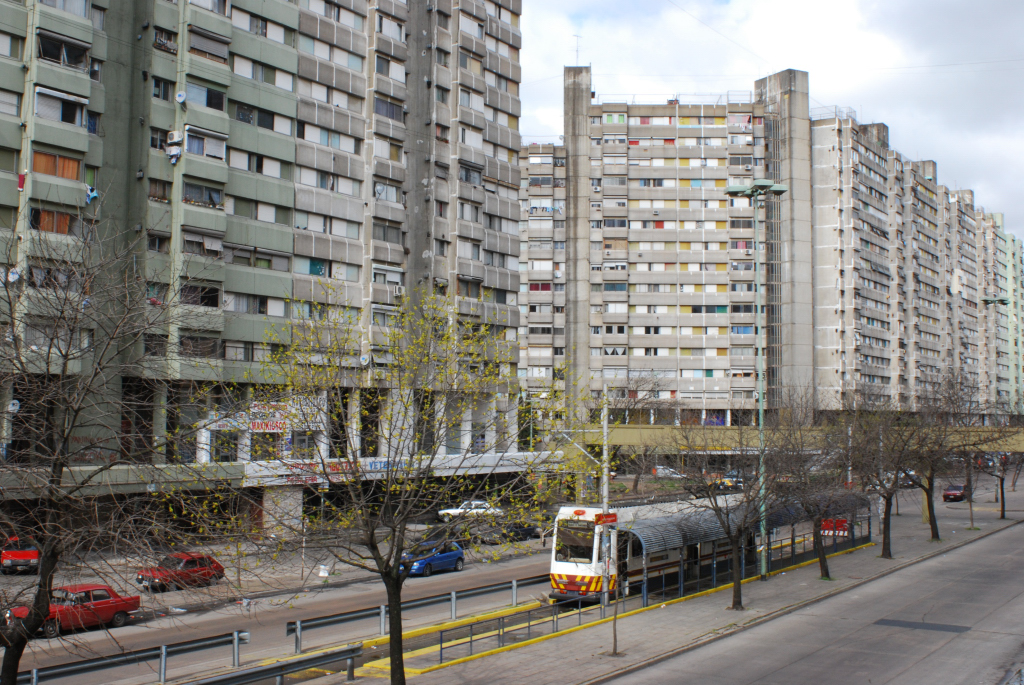
Complejo de edificios donde residía Olmos en el barrio porteño de Villa Lugano.

Los últimos años de su vida los transcurrió en una relativa soledad y con algunas carencias económicas, aunque siguió conservando contacto con algunos amigos como Aída y Jorge Luz, Amanda Ledesma, Hugo del Carril, Alberto Castillo y Palito Ortega. Recibía un pequeño subsidio de 800 pesos argentinos otorgado por el Instituto Nacional de Cine y Artes Audiovisuales, que le era suministrado también a la actriz Tita Merello. Sin embargo, cuando Julio Mahárbiz dejó de estar al frente de la institución, perdió el beneficio.
La muerte de Charlo en 1990 acrecentó sus cuadros depresivos y confesó en reiteradas ocasiones el deseo de acabar con su vida. Uno de sus vecinos expresó que, al momento de su muerte, «Sabina tenía el pelo blanco porque ya no se quería teñir más y apenas salía de su departamento para darle comida a los gatos». Durante sus últimos años, estuvo usualmente acompañada por Delma, su amiga más cercana, y con más de ochenta años, demostró que no había perdido su carácter y su sentido del humor cuando invitó a comer a su casa al presidente Carlos Menem luego de verlo en una emisión de Almorzando con Mirtha Legrand. Ante las repetidas postergaciones del mandatario, Olmos le preguntó si no le agradaba el menú que tenía planeado, el cual consistía en un guiso de lentejas.
Olmos fue diagnosticada con un cáncer de mama poco antes de su deceso. El 14 de enero de 1999, alrededor de las 6:50 UTC-3, se suicidó arrojándose por la ventana de la cocina del noveno piso de su departamento de Villa Lugano, tres semanas antes de su 86.º cumpleaños, y su cuerpo fue hallado por un vecino en el patio interno del edificio. Los oficiales de policía hallaron una carta en la que pedía «disculpas por mi decisión y por las molestias ocasionadas». Su anillo de oro nupcial, obsequio de su amiga Eva Perón, estaba en uno de sus dedos y luego desapareció. Sus restos fueron velados en el Teatro Nacional Cervantes e inhumados en el Panteón de la Asociación Argentina de Actores en el cementerio de la Chacarita. El escritor Andrés Insaurralde señaló que «a lo largo de su vida, Sabina fue perseguida por el destino de sus personajes y acabó como cualquiera de ellos». Al enterarse de su trágica muerte, Tita Merello —otra actriz superviviente de la época de oro del cine argentino— comentó: «No supo esperar».

«La muerte de Sabina Olmos me inmoviliza porque me pongo a pensar cuánto debe haber sufrido esta mujer para tomar semejante decisión... Toda muerte es dolorosa, pero lo es mucho más si se trata de un suicidio de uno de nuestros compañeros. La falta de trabajo es uno de los grandes males de fin de siglo... Eso es desesperante... detrás de todo eso hay seres humanos que sufren, necesitan y padecen. Hay una cuota de olvido para la gente mayor y en los artistas se nota más porque alguna vez se ha hablado de ellos».
Rubén Stella, secretario general de la Asociación Argentina de Actores, 1999.

## Vida privada

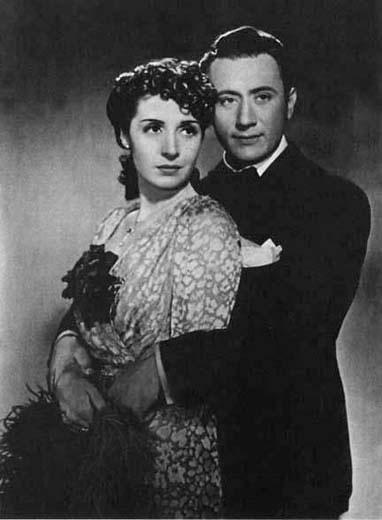
Sabina Olmos y su esposo Charlo en Carnaval de antaño (1940), la película donde se conocieron.

Olmos contrajo matrimonio por primera y única vez en 1952 vía Uruguay con el cantante Charlo luego de doce años de noviazgo, cuando ella contaba con 39 años y él, 46. Anteriormente, había mantenido un noviazgo con un compañero de elenco, el actor uruguayo Fernando Borel. Los anillos nupciales Chevalier fueron obsequio de la primera dama Eva Perón, íntima amiga de la actriz, quien arengó por la formalización de la unión. El matrimonio estuvo plagado de maltratos e infidelidades por parte de Charlo agravados por su alcoholismo y se disolvió en 1969 de manera tormentosa luego de que él abandonara a la actriz y se llevara todos sus ahorros. Olmos, desesperada por la situación, intentó en esa ocasión quitarse la vida arrojándose por el balcón, pero fue detenida por su sobrina. No tuvo hijos y jamás volvió a casarse, pero la actriz señaló en una oportunidad: «Fue el único amor de mi vida. Siempre digo que he sido feliz y desdichada con el mismo hombre». Muchos de sus valores habían dejado de estar a su nombre y se reprochaba no haber sido lo suficientemente previsora. La última pareja de Charlo, Akiko Kawarai, lo hizo entrar en razón del daño que había provocado en Olmos y hacia el final de su vida, Charlo se disculpó y tuvo algunas gentilezas para con ella a modo de resarcimiento.
En sus últimos años, contaba con dos sobrinas, María Cristina y María del Carmen Botana, hijas de una hermana que había fallecido en los años de 1960. En lo que respecta a su ideología política, Olmos formó parte del Ateneo Cultural Eva Perón, del que fue secretaria técnica, y estuvo afiliada al Partido Justicialista, pero jamás intervino en otros cargos políticos, aunque, según la autora Elena Valero Narváez, confesó haber recibido ayuda del gobierno peronista en algunas ocasiones, como cuando compró un Mercury a precio de costo. En un reportaje brindado en su vejez, señaló que «en ese momento [gobierno peronista] se le dieron al obrero todas las leyes que Palacios tenía, pero no pudo dar» y criticó a modo de pena que «los obreros no entendieron lo que se les había dado». Manifestó a su vez haber tenido simpatías por las ideas del presidente radical Hipólito Yrigoyen y de la política socialista Alicia Moreau de Justo, a quien conoció personalmente.
Olmos era aficionada a las plantas, la pintura y las películas, y a menudo era vista con amigas en el Cine Libertador de la avenida Corrientes, frente al Teatro Metropolitan, al que prefería por encima de los demás cines de la calle Lavalle, que le generaban «tristeza» y le recordaban a sus noches de estreno.

## Legado

### Valoración e influencia
Sabina Olmos ocupó un espacio importante en la denominada «época de oro del cine argentino», etapa en la cual protagonizó una gran cantidad de filmes notables como La vida es un tango, Así es la vida, Divorcio en Montevideo, Carnaval de antaño, Historia de una noche, Albéniz y La gata, que le valieron múltiples reconocimientos. Su habilidad para actuar y cantar la convirtieron en un ícono del cine musicalizado y del género melodramático, de ese modo, recibió el apodo de «la sufrida del cine argentino» por sus personajes sollozantes y pesarozos, que a menudo guardaban correlación con su conflictiva vida personal. A pesar de que carecía de estudios escénicos, los directores solían elogiar su naturalidad al momento de actuar. Su obituario de Clarín publicó que, «aunque no alcanzó la fama de Zully Moreno o Mirtha Legrand, consideradas divas en aquellos tiempos, Sabina Olmos se ganó merecidamente un espacio propio en el cine de fines de los años 1930 y los años 1940. Sus interpretaciones se caracterizaban por un toque de envolvente ternura, que la convertían un poco en la muchacha buena de la mayoría de sus historias. El teatro y la televisión no le fueron ajenos, pero su lugar en el mundo fue el cine». Olmos aparece en el cuarto puesto en un listado de «66 actrices favoritas de los años de 1940» según un listado elaborado por un crítico anónimo de Internet Movie Database.
En su faceta de cantante, Olmos fue dueña de una voz agradable, suave, firme y potente, destacándose por su particular estilo y personalidad, y ocupa un lugar sobresaliente en la historia de la mujer en el tango, dado que fue una de las primeras en volcarse al género. Fue una de las cancionistas surgidas en la década de 1930 que, junto con Libertad Lamarque, Ada Falcón, Mercedes Simone, Tita Merello y Nelly Omar, crearon la modalidad vocal femenina en el rubro. Según Néstor Pinsón, «fue una cantante interesante, pero que no llegó a la altura de las grandes voces femeninas de su época. Sólo despierta curiosidad entre los coleccionistas».
Su aprecio hacia los animales, particularmente por los gatos, la llevó a cofundar en 1974 el Movimiento Argentino de Protección Animal (MAPA), una organización sin fines de lucro en defensa de los animales, en colaboración con Luis Sandrini, Gloria Ugarte, Tita Merello, Cátulo Castillo y José Marrone.

### Caracterizaciones y tributos
Un centro de personas retiradas y un espacio cultural en Villa Lugano, el último barrio donde residió, llevan su nombre. Un capítulo documental de la serie de Canal Encuentro, Soy del pueblo (2015), recorrió su vida con testimonios e imágenes de sus películas. En 2017, un cantero ubicado sobre la avenida Riestra entre las calles Timoteo Gordillo y Lisandro de la Torre de Villa Lugano fue bautizado con su nombre según ordenanza de ley N.º 5810.
En 2024, Olmos fue personificada por Marta Pomponio en la obra teatral Tu pálida voz... yo era tan feliz, que recorrió su historia de amor con Charlo desde su primer encuentro en Carnaval de antaño hasta el final de la vida de ambos. La obra fue presentada en el teatro emergente Área 623 y la crítica Mariné Amestoy, en una reseña para la revista Mariné, señaló que «a través de su trágica historia de amor, la obra explora temas universales como la fragilidad del éxito, la inevitabilidad del declive, y la manera en que las experiencias personales moldean y son moldeadas por el arte».

### Premios y reconocimientos
| Año  | Entidad                                                       | Rubro                                         | Película         | Resultado | Ref.   |
| ---- | ------------------------------------------------------------- | --------------------------------------------- | ---------------- | --------- | ------ |
| 1939 | Municipalidad de Buenos Aires                                 | Premio a la mejor actriz dramática de reparto | Así es la vida   | Ganador   | [ 1 ]  |
| 1947 | Academia de Artes y Ciencias Cinematográficas de la Argentina | Premio a la mejor actriz de reparto           | La gata          | Ganador   | [ 26 ] |
| 1947 | Academia de Artes y Ciencias Cinematográficas de la Argentina | Mención especial                              | Albéniz          | Ganador   | [ 26 ] |
| 1948 | Academia de Artes y Ciencias Cinematográficas de la Argentina | Premio a la mejor actriz de reparto           | Tierra del fuego | Ganador   | [ 29 ] |

## Filmografía
A lo largo de su carrera, Olmos intervino en 28 películas que abarcaron desde comedias hasta dramas, a menudo en roles protagónicos y papeles secundarios destacados:
| Año  | Título                                  | Notas |
| ---- | --------------------------------------- | ----- |
| 1936 | Canillita                               |       |
| 1938 | El casamiento de Chichilo               |       |
| 1938 | La rubia del camino                     |       |
| 1938 | Mujeres que trabajan                    |       |
| 1938 | Los apuros de Claudina                  |       |
| 1939 | La vida es un tango                     |       |
| 1939 | Divorcio en Montevideo                  |       |
| 1939 | Así es la vida                          |       |
| 1940 | Casamiento en Buenos Aires              |       |
| 1940 | Carnaval de antaño                      |       |
| 1940 | Los muchachos se divierten              |       |
| 1941 | Historia de una noche                   |       |
| 1941 | Yo quiero ser bataclana                 |       |
| 1941 | Boina blanca                            |       |
| 1943 | Pasión imposible                        |       |
| 1945 | Éramos seis                             |       |
| 1947 | Albéniz                                 |       |
| 1947 | La gata                                 |       |
| 1948 | Tierra del Fuego                        |       |
| 1948 | Historia del 900                        |       |
| 1950 | La barca sin pescador                   |       |
| 1963 | Pesadilla                               |       |
| 1964 | Un sueño y nada más (inédita)           |       |
| 1964 | Bettina                                 |       |
| 1969 | Los muchachos de antes no usaban gomina |       |
| 1973 | Hipólito y Evita                        |       |
| 1974 | Intimidades de una cualquiera           |       |
| 1992 | Siempre es difícil volver a casa        |       |

## Televisión
En televisión, Olmos tuvo participaciones breves en varias telenovelas, casi siempre secundando a actores de menor trayectoria, siendo sus intervenciones más comprometidas en Lucía Sombra —19 episodios—, Renato —39 episodios— y Rossé —39 episodios—.
| Año  | Título                         | Notas |
| ---- | ------------------------------ | ----- |
| 1964 | Teatro 9                       |       |
| 1969 | Simplemente María              |       |
| 1969 | Otra vuelta de tuerca          |       |
| 1970 | Sinfonía pastoral              |       |
| 1970 | Lucía Sombra                   |       |
| 1971 | Estación Retiro                |       |
| 1973 | Alta comedia                   |       |
| 1973 | El teatro de Myriam de Urquijo |       |
| 1973 | Aquellos que fueron            |       |
| 1978 | Renato                         |       |
| 1985 | Rossé                          |       |